# Idaea lecerfiata
Idaea lecerfiata là một loài bướm đêm trong họ Geometridae.